# Draeculacephala robinsoni
Draeculacephala robinsoni är en insektsart som beskrevs av Hamilton 1967. Draeculacephala robinsoni ingår i släktet Draeculacephala och familjen dvärgstritar. Inga underarter finns listade i Catalogue of Life.